# Per Lasson
Per Lasson, född 18 april 1859, död 6 juni 1883, var en norsk tonsättare, bror till Oda Krohg.
Lasson studerade först juridik men kom att ägna sig mer och mer åt musikstudier och komposition. I harmonilära undervisades han av Johan Svendsen. Hans tryckta arbeten består av en samling romanser och ett häfte med pianostycken. Om stilen i de senare ger mycket spelade stycket Crescendo en god föreställning.